# Малое Селище (Бурашевское сельское поселение)
Малое Селище — деревня в Калининском районе Тверской области. Входит в состав Бурашевского сельского поселения.

## География
Деревня находится в юго-восточной части Тверской области на расстоянии приблизительно 23 км на юг от города Тверь.

## История
Деревня была отмечена на карте ещё 1853 года (тогда Селище). В 1859 году здесь (деревня Тверского уезда Тверской губернии) было учтено 12 дворов. 

## Население
Численность населения: 117 человек (1859 год), 2 (русские 100 %) в 2002 году, 0 в 2010.